# طيش غذائي

## طيش غذائي

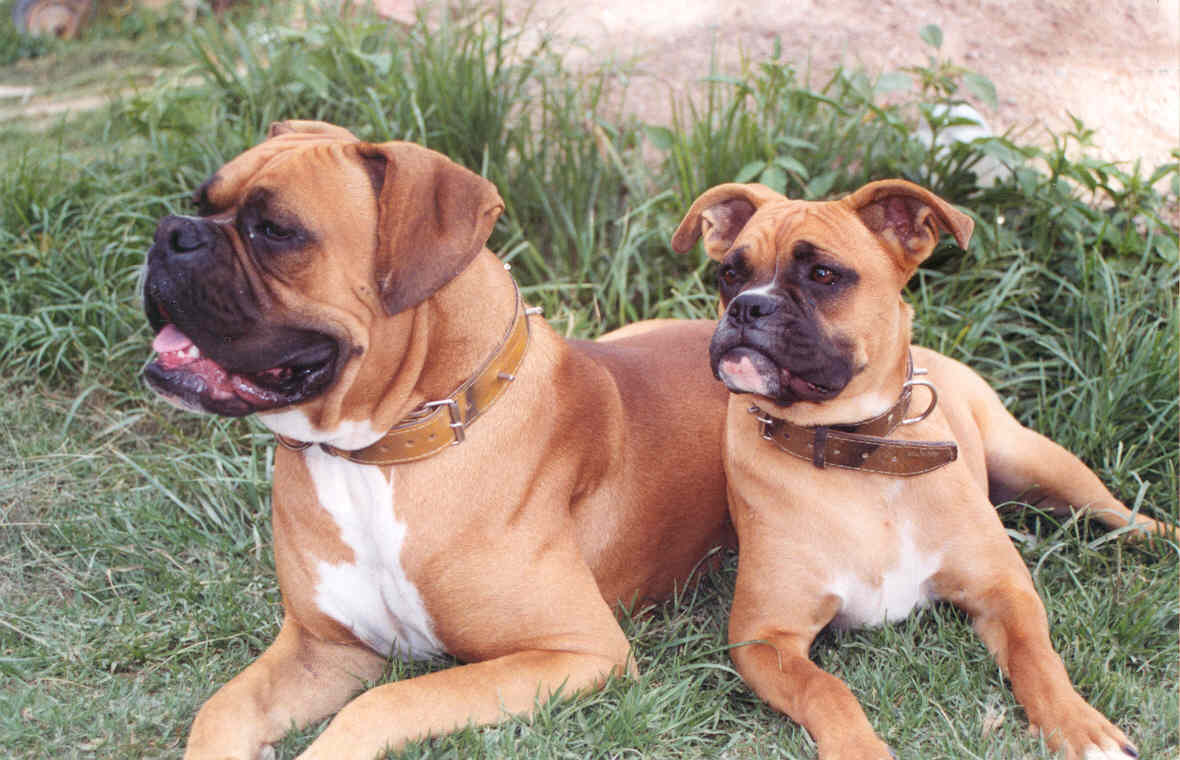
الكلاب الأليفة هي من بين الحيوانات التي غالبًا ما تظهر طيشًا غذائيًا، بسبب اتصالها الوثيق بالبشر.

الطيش الغذائي هو ميل بعض الحيوانات للتغذية على عناصر غير عادية، أو الخضوع لتغييرات جذرية في سلوك التغذية. يمكن أن تشمل العناصر غير العادية المواد غير الغذائية، مثل القمامة أو الأجسام الغريبة، أو المواد الغذائية التي لا يستهلكها الحيوان عادة. يمكن أن تشمل التغييرات في سلوك التغذية تناول الأطعمة الفاسدة أو النيئة، أو استهلاك كميات كبيرة بشكل غير طبيعي من الطعام. يعد الطيش الغذائي أمرًا غير شائع نسبيًا لدى البشر، ولكنه منتشر بشكل خاص في الحيوانات الأليفة، مثل الكلاب، نتيجة لاتصالهم الوثيق مع أصحابهم من البشر.

## في البشر
يعد الطيش الغذائي أمرًا غير شائع نسبيًا لدى البشر، باستثناء الأشخاص الذين يعانون من اضطرابات نفسية معينة.

### اضطرابات الاكل

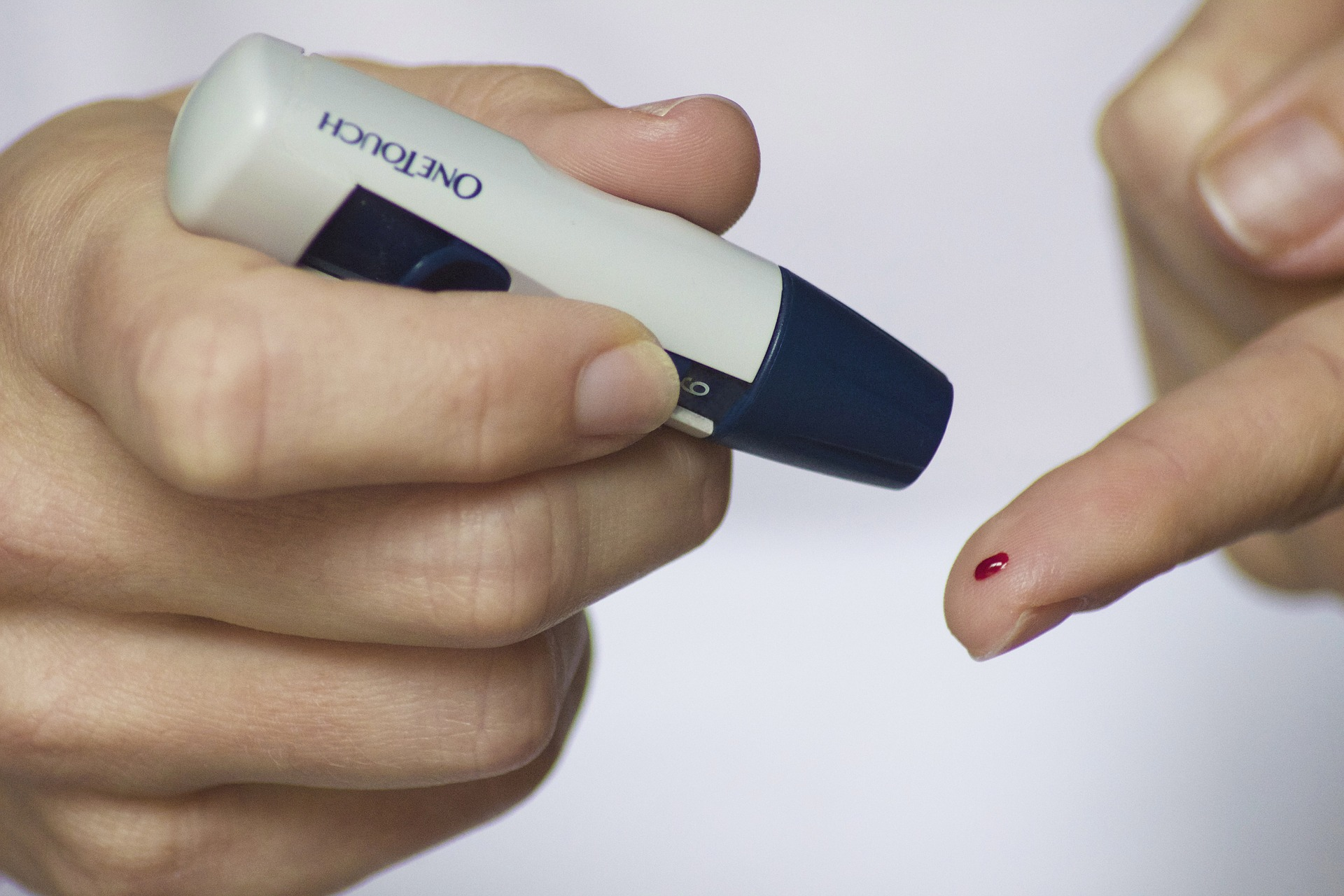
في الأفراد المصابين بداء السكري، يشير الطائش الغذائي إلى تناول الأطعمة التي لا ينصح بها الطبيب.

تتضمن بعض اضطرابات الأكل، مثل اضطراب الشراهة عند تناول الطعام والشره العصبي، دوافع قهرية للانخراط في نوبات الشراهة عند تناول الطعام. وفقًا للدليل التشخيصي والإحصائي للاضطرابات العقلية ، فإن الشراهة تنطوي على نوبة من الطيش الغذائي، حيث يتم استهلاك كمية كبيرة بشكل غير طبيعي من الطعام في فترة قصيرة، ويشعر الفرد بأنه ليس لديه سيطرة على الكمية التي يتناولها. يعد الطيش الغذائي أيضًا من سمات اضطراب الأكل الآخر المعروف باسم البيكا، والذي يتميز بالشهية للمواد غير الغذائية، مثل الورق والقماش والتربة.

### داء سكري
يتم استخدام عبارة "الطيش الغذائي" أحيانًا من قبل أطباء الغدد الصماء عند مناقشة مرضى السكري. على وجه الخصوص، يجب على الأفراد المصابين بداء السكري من النوع 2 تجنب بعض العناصر الغذائية، بما في ذلك المشروبات المحلاة بالسكر والدهون المشبعة والمتحولة والنشويات، مثل الأرز الأبيض. عندما يعالج الأطباء مرضى السكري، يشير الطيش الغذائي إلى عدم اتباع المريض للتوصيات الغذائية، واستهلاك الأطعمة التي يمكن أن تؤدي إلى تفاقم آثار مرض السكري. على سبيل المثال، في دراسة حالة أجراها جي إس بيرد من جامعة كولومبيا، عندما يذهب مريض إلى المستشفى مصابًا بالحماض الكيتوني السكري، فإن الخطوة الأولى للأطباء هي تحديد ما إذا كان المريض قد قام بإهمال النظام الغذائي أم لا، والذي يمكن أن يكون سببًا محتملاً لمرض السكري.الحماض الكيتوني.

## حيوانات أخرى
يحدث سوء التغذية في كثير من الأحيان في الحيوانات الأليفة، وخاصة في الكلاب. يمكن أن يكون الإهمال الغذائي الذي ينطوي على استهلاك الكلاب الأليفة للأغذية البشرية ضارًا ويمكن أن يؤدي إلى حالات تشمل التهاب البنكرياس الحاد والتهاب المعدة الحاد. بالإضافة إلى هذه الظروف، يمكن أن يكون الإهمال الغذائي ضارًا للحيوانات إذا تم استهلاك العناصر غير القابلة للهضم، مثل العظام. لا يمكن هضم هذه العناصر، وبالتالي غالبًا ما تستقر في القناة المعوية، مما يسبب ضائقة هضمية شديدة، وغالبًا ما تهدد الحياة.
إذا كان الحيوان يستهلك مادة ملوثة بالبكتيريا أو غيرها من المواد السامة، يمكن أن يؤدي إلى تسمم القمامة، أو "أمعاء القمامة". يتضمن تسمم القمامة دخول البكتيريا (أو غيرها من المواد السامة) إلى الجهاز الهضمي، مما يؤدي إلى إنتاج السموم عن طريق مجرى الدم. في الكلاب، يؤدي تسمم القمامة إلى أعراض مشابهة لتلك التي تظهر عند البشر المصابين بالتهاب المعدة والأمعاء. يمكن أن تشمل هذه:
- الإسهال الدموي أو المائي.
- قذيفة التقيؤ.
- آلام في البطن وتورم.
- حمى.
- نقص الطاقة.
- تجفيف. يمكن عمومًا تشخيص تسمم القمامة من قبل الأطباء البيطريين بناءً على الأعراض والفحص البدني. في بعض الأحيان، يتم استخدام اختبارات إضافية، مثل عينات الدم والبراز، والأشعة السينية، وغيرها من الاختبارات التشخيصية لتأكيد التشخيص.[6]